# Вила Пасквали (Мантова)
Вила Пасквали је насеље у Италији у округу Мантова, региону Ломбардија.
Према процени из 2011. у насељу је живело 647 становника. Насеље се налази на надморској висини од 22 м.